# Igor Valerjevics Andrejev
Igor Valerjevics Andrejev (oroszul: Игорь Валерьевич Андреев; Moszkva, 1983. július 14. –) orosz hivatásos teniszező. Eddigi karrierje során 3 egyéni és egy páros ATP tornát nyert meg. Legjobb Grand Slam eredménye a 2007-es Roland Garroson elért negyeddöntő volt. Kedvenc borítása a salak, egyike annak a négy teniszezőnek (Roger Federer, Juan Carlos Ferrero és Gastón Gaudio mellett), akik meg tudták verni Rafael Nadalt salakon 2005 eleje óta.

## ATP döntői

### Egyéni

#### Győzelmei (3)
| Tornagyőzelmei (Egyéni) |
| Grand Slam (0)          |
| Tennis Masters Cup (0)  |
| ATP Masters Series (0)  |
| ATP Tour (3)            |

| No. | Dátum                | Helyszín                | Borítás | Ellenfél a döntőben | Eredmény a döntőben |
| 1.  | 2005. április 4.     | Valencia, Spanyolország | Salak   | David Ferrer        | 6–3, 5–7, 6–3       |
| 2.  | 2005. szeptember 26. | Palermo, Olaszország    | Salak   | Filippo Volandri    | 0–6, 6–1, 6–3       |
| 3.  | 2005. október 10.    | Moszkva, Oroszország    | Szőnyeg | Nicolas Kiefer      | 5–7, 7–6, 6–2       |

#### Elvesztett döntői(4)
| No. | Dátum                | Helyszín           | Borítás | Ellenfél a döntőben | Eredmény a döntőben |
| 1.  | 2004. szeptember 20. | Bukarest, Románia  | Salak   | José Acasuso        | 3–6, 0–6            |
| 2.  | 2005. július 12.     | Gstaad, Svájc      | Salak   | Roger Federer       | 2–6, 3–6, 7–5, 3–6  |
| 3.  | 2005. szeptember 19. | Bukarest, Románia  | Salak   | Florent Serra       | 4–6, 3–6            |
| 4.  | 2006. január 16.     | Sydney, Ausztrália | Kemény  | James Blake         | 2–6, 6–3, 6(3)-7    |

### Páros

#### Győzelmei (1)
| No. | Dátum             | Helyszín             | Borítás     | Partner             | Ellenfelei a döntőben        | Eredmény a döntőben |
| 1.  | 2004. október 18. | Moszkva, Oroszország | Szőnyeg (f) | Nyikolaj Davigyenko | Mahes Bhúpati Jonas Björkman | 3–6, 6–3, 6–4       |

#### Elvesztett döntői (1)
| No. | Dátum             | Helyszín             | Borítás     | Partner             | Ellenfelei a döntőben        | Eredmény a döntőben |
| 1.  | 2005. október 17. | Moszkva, Oroszország | Szőnyeg (f) | Nyikolaj Davigyenko | Makszim Mirni Mihail Juzsnij | 1–5, 1–5            |